# Hessischer Familientag
Der Hessische Familientag wird in zweijährlichem Rhythmus gemeinsam vom Hessischen Ministerium für Soziales und Integration und der Karl Kübel Stiftung für Kind und Familie in Kooperation mit der jeweils gastgebenden Stadt veranstaltet. Ziel des nicht-kommerziellen eintägigen Fest- und Aktionstages ist es, die Belange und Interessen von Familie verstärkt ins öffentliche Blickfeld zu rücken, Familien- und Kinderfreundlichkeit auf allen Ebenen zu fördern und anzuerkennen. Insgesamt soll die eintägige Veranstaltung dazu beitragen, Familie in ihrer heutigen vielfältigen Bestandsform zu stärken.

## Geschichte
In der Folge der im Jahre 2000 gestarteten Familienpolitischen Offensive des Landes Hessen wurde mit dem Familientag eine landesweite Großveranstaltung für Familien ins Leben gerufen. Der Veranstaltungsort wird regelmäßig alle zwei Jahre vom Hessischen Ministerium für Soziales und Integration und der Karl Kübel Stiftung im Rahmen einer hessenweiten Ausschreibung anhand von regionalen und strukturellen Kriterien ausgewählt. Der erste Hessische Familientag fand im August 2002 in Bensheim an der Bergstraße statt. Weitere Veranstaltungsorte waren Fulda (2003), Hofgeismar (2005), Eschborn (2007), Korbach (2009), Eltville am Rhein (2011), Weilburg an der Lahn (2013), Alsfeld (2015) und Lampertheim (2024).
Die Veranstaltung zählt bis zu 40.000 Besucher. Die Organisation des Hessischen Familientags übernimmt federführend die Karl Kübel Stiftung als Geschäftsstelle in enger Abstimmung mit dem Hessischen Ministerium für Soziales und Integration und der jeweilig gastgebenden Stadt.

## Konzept
Durch eine grundsätzlich inhaltlich orientierte Ausrichtung hebt sich der Hessische Familientag von reinen Unterhaltungsangeboten ab. Zielgruppen sind Familien und an Familienthemen Interessierte aller sozialen Schichten und Generationen, denen sich an dem Tag die Möglichkeit bietet, sich über Angebote für Familien von Organisationen und Initiativen aus ganz Hessen und neue Wege in der Familienpolitik zu informieren. Sie können direkt mit den regelmäßig teilnehmenden Familienpolitikern der Kommunen und des Landes Hessen sowie mit Vertretern von Kirchen und Verbänden ins Gespräch kommen, neue Kontakte und Netzwerke knüpfen und an dem umfangreichen Unterhaltungs- und Aktionsprogramm teilnehmen. Regionalen und überregionalen Familienorganisationen und -verbänden sowie sozialen Einrichtungen und Vereinen bietet diese Veranstaltung umgekehrt eine Plattform, um ihre familienbezogenen Angebote auf einem Markt der Möglichkeiten oder dem Bühnenprogramm vorzustellen. Für den Hessischen Familientag werden keine Eintrittsgelder erhoben; für die Besucher sind alle Angebote und Darbietungen kostenlos. Verpflegung wird zu familienfreundlichen Preisen angeboten.